# Sani Bako
Mahamane Sani Bako (* 25. April 1951 in Tessaoua; † 12. Dezember 1997 in Niamey) war ein nigrischer Politiker und Diplomat.

## Leben
Sani Bako leitete die Direktion für internationale Organisationen im Außenministerium Nigers, bevor er zum Generalsekretär des Ministeriums aufstieg. 1985 wurde er als Nachfolger von Idé Oumarou Minister für äußere Angelegenheiten und Kooperation in der Regierung von Staatschef Seyni Kountché.
Nach dem Tod Kountchés im Jahr 1987 und unter dem neuen Staatspräsidenten Ali Saïbou behielt Bako zunächst dieses Ressort, bis er 1988 zum Botschafter Nigers in Brüssel ernannt wurde. An seiner Stelle wurde Habibou Allélé Außenminister. Im darauffolgenden Jahr, rund zehn Monate nach Sani Bakos Ausscheiden aus der Regierung, berief ihn Staatspräsident Saïbou erneut zum Minister für äußere Angelegenheiten und Kooperation. In diesem Amt wurde er 1991 in der Übergangsregierung des Premierministers Amadou Cheiffou von Hassane Hamidou abgelöst.
Sani Bakos Schwager, der 1996 durch einen Militärputsch an die Macht gekommene Staatspräsident Ibrahim Baré Maïnassara, holte ihn 1997 als seinen Kabinettschef im Ministerrang in die Regierung zurück. Bako starb ein halbes Jahr später an einem Herzinfarkt.